# Raid sur Salmon Falls
 (novembre 2023).
Si vous disposez d'ouvrages ou d'articles de référence ou si vous connaissez des sites web de qualité traitant du thème abordé ici, merci de compléter l'article en donnant les références utiles à sa vérifiabilité et en les liant à la section « Notes et références ».
Première Guerre intercoloniale
Batailles
Baie d'Hudson
- Baie d’Hudson (1686)
- Fort Albany (1688)
- Fort Albany (1693)
- York Factory (1694)
- Baie d'Hudson (1697)

Québec et New York
- Lachine
- Schenectady
- Québec
- La Prairie
- Vallée Mohawk

Nouvelle-Angleterre, Acadie et Terre-Neuve
- Dover
- Pemaquid (1er)
- Salmon Falls
- Port Royal
- Fort Loyal
- Chedabucto
- York
- Wells
- Oyster River
- Baie de Fundy
- Pemaquid (2e)
- Chignectou
- Fort Nashwaak
- Terre-Neuve
- Haverhill

Le raid sur Salmon Falls, le 27 mars 1690, implique Joseph-François Hertel de la Fresnière et son fils Jean-Baptiste Hertel de Rouville, menant leurs troupes ainsi que les guerriers de la confédération Wabanaki (Mi'kmaq et Maliseet venus de Fort Meductic) dans le Nouveau-Brunswick pour capturer et détruire l'implantation anglaise de Salmon Falls (aujourd'hui Berwick, Maine) durant la Première Guerre intercoloniale, pendant nord-américain de la guerre de la Ligue d'Augsbourg. 
Le village est détruit et la plupart de ses habitants sont soit tués, soit faits prisonniers et emmenés en Nouvelle-France. 34 hommes sont tués et 54 personnes sont faites prisonnières, principalement des femmes et des enfants, les habitations sont brûlées. Des miliciens sont envoyés de Portsmouth et se mettent à la poursuite des assaillants, mais ils sont battus lors d'une escarmouche le lendemain. Hertel dirige ensuite ses troupes et lance un raid sur la ville actuelle de Portland, Maine. 

### Sources et bibliographie
- (en) William Kingsford, The History of Canada (lire en ligne)